# Abeozen
Pour les articles homonymes, voir Eliès.
Jean-François-Marie Eliès, dit Fañch Éliès ou Abeozen, né le 22 février 1896 à Saint-Sauveur, décédé le 3 juin 1963 à La Baule, est un romancier français, auteur de pièces de théâtre, en langue bretonne, et un spécialiste du gallois.

## Biographie
Il fait des études à l'école des Frères de la Doctrine chrétienne de Landivisiau et y a comme professeur Claude Le Prat, écrivain breton et grand défenseur de sa langue.
En 1915, sur le champ de bataille, il est victime de gaz de combat, ce qui fragilisera sa santé toute sa vie.
De 1925 à 1929, il envoie des articles en breton à la revue Gwalarn. Professeur au lycée de Saint-Brieuc de 1927 à 1940, il fonde la branche locale du Secours rouge, car, il désapprouve avec force le Parti national breton de François Debeauvais, beaucoup trop à droite à son goût, et il apparaît être très proche des bolchéviques. Il écrit aussi dans le journal War Zao ("Debout").
Cet engagement à l'extrême-gauche transparaît dans ses souvenirs de la guerre, Ur brezel diot (« Une guerre idiote ») et dans son roman Argantael, écrit entre 1943 et 1950 et paru en 1959 et dans lequel il décrit avec sympathie de jeunes communistes, très bretons d'esprit, comme l'était le secrétaire du Parti communiste français, Marcel Cachin, qui est mentionné (« Marsel gozh », p. 16).
En 1941, sans avoir renié ses idées de gauche, il se laisse convaincre de devenir le bras droit de Roparz Hemon au poste de Radio Rennes Bretagne sous l'Occupation, où il est salarié par les autorités allemandes. Il écrit alors nombre de textes en breton à dominante littéraire, dont les enregistrements sont perdus. Il écrit aussi dans La Bretagne, L'Heure Bretonne, Arvor, Galv, et est membre de Seiz Breur et de l'Institut celtique de Bretagne. Il publie plusieurs livres en breton aux éditions Skridoù Breizh.
Accusé de collaboration, il est arrêté à la Libération et emprisonné pendant 14 mois à la prison Jacques-Cartier à Rennes. Il est relâché sans avoir été jugé, mais il est radié de l'Éducation nationale et interdit de séjour en Bretagne. Il s'établit alors à La Baule, puisque l'épuration des nationalistes bretons n'a pas concerné la Loire-Inférieure. Il y décède en 1963.

## Écrivain et historien du breton
La qualité de la langue d'Abeozen est considérée comme une des meilleures de la période, car son éloignement des idées du mouvement breton et son éducation dans une petite ville encore très bretonnante lui ont permis une synthèse entre le génie de la langue et les influences littéraires portées par Gwalarn. S'y sont ajoutées ses compétences particulières en breton ancien et en gallois.
Son œuvre théâtrale est de bonne facture, mais n'a pas été rééditée, tandis que son œuvre en prose, bien qu'assez mince, est estimée. Son travail sur l'histoire de la langue bretonne, malgré sa brièveté, a été fondamental.

## Œuvre
- Lennaduriou kembraek (XVIIvet - XIXvet kantved). Dibabet ha troet gant Abeozen ; Brest, Gwalarn, no 108, Du 1937, p. 3-43. Anthologie galloise.
- Geriadurig brezonek krenn. Rennes. 1941. Sterenn. Lexique de moyen-breton.
- Yezhadur berr ar c'hembraeg. Skridoù Breizh - Brest. 1942. Grammaire galloise.
- Dremm an Ankou. Skridoù Breizh - Brest : La Baule. 1942. Nouvelles.
- Marvailhou loened. Éditions de Bretagne : Skridou Breiz - Brest. 1943
- Skol vihan ar c'hembraeg. Skridou Breizh - Brest. 1944. (avec Kerverziou). Manuel de gallois.
- Ur brezel diot, souvenirs de la guerre de 1939-1945, parus dans la revue Preder en 1953.
- Argantael, roman court, paru dans les numéros 72 et 73 de la revue littéraire Al Liamm en 1959.
- Hervelina Geraouell. Éditions de Bretagne : Skridou Breiz - Brest. 1943, réédité par Hor yezh - Lesneven 1988. Roman en breton.
- Bisousig kazh an tevenn. Al Liamm. 1954, An Here - Quimper, 1987. Court roman pour la jeunesse.
- Istor lennegezh vrezhonek an amzer-vremañ, Al Liamm, 1957. Histoire de la littérature bretonne[4].
- Damskeud eus hol lennegezh kozh. Al Liamm. 1962. Manuel de littérature ancienne en breton.
- Yezhadur nevez ar C'hembraeg. Hor Yezh - Brest. 1964. (avec Goulven Pennaod). Grammaire galloise.
- Pirc'hirin kala-goanv. Brest, Al Liamm, 1969, Al Liamm - Brest. 1986. Ouvrage traduit en français par Mikael Madeg sous le titre Le pèlerin de la Toussaint[5].
- Pevar skourr ar Mabinogi troidigezh diwar skrid al levr gwenn, kentskrid ha notennou gant F. Elies Abeozen. Quimper, Preder, 1980. Traduction en breton du recueil de contes mythologiques gallois, dit Mabinogion.
- Breiz a gan. Chorale Saint-Matthieu - Morlaix. 1980.
- Kan ar spered hag ar Galon. Mouludarioù Hor Yezh - Lesneven. 1983. photogr. de Daniele Jego
- Barzhaz 1837-1939. Hor yezh - Lesneven. 1987
- Argantael. Al Liamm - Brest. 1989. préf. de Gwendal Denez. Réédition; Nouvelle réédition à l'identique en 2011.

## Hommages
Plusieurs villes de Bretagne ont donné son nom à une rue, on peut citer notamment Morlaix, La Baule, Brest, Landivisiau, Saint-Sauveur, Sizun.

### Sources et bibliographie
- Emmanuel Salmon-Legagneur (dir.) et al. (préf. Yvon Bourges, anc. ministre, prés. du conseil régional de Bretagne), Les noms qui ont fait l'histoire de Bretagne : 1 000 noms pour les rues de Bretagne, Spézet, Coop Breizh et Institut culturel de Bretagne, 1997, 446 p. (ISBN 978-2-84346-032-6, BNF 37090444), p. 21. Notice d'Alan Le Cunff.
- Lukian Raoul, Geriadur ar skrivagnerien hag ar yezhourien…, Brest, Al Liamm, 1992. Article Jean François Marie Éliès.
- Gwendal Denez, Fañch Elies, dit Abeozen, thèse d'état publiée par les éditions An Here.
- Gwendal Denez, Abeozen, kelaouenner : Breiz Atao (1923-1929), articles extraits de « Breiz Atao », éditions Hor Yezh, Lesneven, 1986.